# Acytolepis prominans
Acytolepis prominans är en fjärilsart som beskrevs av De Nicéville 1890. Acytolepis prominans ingår i släktet Acytolepis och familjen juvelvingar. Inga underarter finns listade i Catalogue of Life.